# Å, vilka stora gåvor (Herresthal)
Å, vilka stora gåvor är en psalm med text skriven 1977 av Svein Ellingsen. Den översattes till svenska 1980 av Britt G Hallqvist. Musiken är skriven 1977 av Harald Herresthal.

## Publicerad som
- Psalmer och Sånger 1987 som nummer 813 under rubriken "Kyrkoåret - Trettondedag jul".[1]